# GamersGate
 Ikke at forveksle med GamerGate-kontroversen.
GamersGate AB (tidligere Gamer's Gate) er et svensk-baseret online videospilbutik, som tilbyder elektroniske strategiguides 
og spil til Windows, OS X og Linux via direkte download. 
GamersGate er en konkurrent til online videospil services såsom Steam, Direct2Drive, og Impulse. 
GamersGate sælger spil for over 250 udgivere og udviklere - fx Electronic Arts, Atari, Bethesda Softworks, 2K Games, Ubisoft, SEGA, Capcom, Paradox Interactive og Epic Games såvel som uafhængige mindre videospils udviklere såsom 2D Boy, Jonathan Blow og Amanita Design. I september 2014 var der over 6000 spil tilgængelig gennem GamersGate.